# 喬治·克魯克香克
喬治·克魯克香克（George Cruikshank，1792年9月27日—1878年2月1日），英國畫家、漫畫家，以畫政治諷刺連環漫畫聞名，後為時事書刊和兒童讀物作插圖。他曾替英國作家狄更斯的作品《博茲札記》、《孤雛淚》繪製插圖。